# Boucles du Bas-Limousin
Les Boucles du Bas-Limousin sont une course cycliste française disputée autour de Brive-la-Gaillarde, dans le département de la Corrèze. Créée en 1955, cette compétition est d'abord ouverte aux professionnels. Elle devient ensuite une épreuve réservée aux amateurs à partir de 1969. 
Durant son existence, la course est organisée par l'UC Briviste. L'Aurillacois Fernand Farges y détient le record de victoires avec trois succès obtenus dans les années 1970. 

## Palmarès
| Année     | Vainqueur           | Deuxième             | Troisième             |
| --------- | ------------------- | -------------------- | --------------------- |
| 1955      | Albert Bouvet       | Claude Colette       | Max Cohen             |
| 1956      | Pierre Nardi        | André Dupré          | Albert Dolhats        |
| 1957      | Max Cohen           | André Dupré          | Maurice Lampre        |
| 1958      | Gérard Gaillot      | Roger Walkowiak      | Élie Rascagnères      |
| 1959      | Arnaud Geyre        | Mohamed Ben Brahim   | Augustin Corteggiani  |
| 1960      | Jean-Marie Cieleska | Pierre Ruby          | Raymond Batan         |
| 1961      | Jacques Pradeau     | Louis Bergaud        | Marcel Camillo        |
| 1962      | Claude Mazeaud      | Manuel Manzano       | Jacques Gestraud      |
| 1963      | Manuel Manzano      | Robert Ducard        | Maurice Bénet         |
| 1964      | Michel Grain        | Camille Le Menn      | Claude Mazeaud        |
| 1965      | Michel Dejouhannet  | Camille Le Menn      | Jean-Pierre Andrault  |
| 1966      | Raymond Mastrotto   | Robert Poulot        | Charles Rigon         |
| 1967      | Jean-Louis Bodin    | Pierre Beuffeuil     | Claude Mazeaud        |
| 1968      | André Bayssière     | Claude Mazeaud       | Roger Barthélémy      |
| 1969      | Claude Perrotin     | Noël Geneste         | Fernand Farges        |
| 1970      | Francis Duteil      | Roger Barthélémy     | Francis Dubreuil      |
| 1971      | Christian Fauquey   | Daniel Savary        | Francis Duteil        |
| 1972      | Roger Saladié       | Guy Courtois         | Alain Buffière        |
| 1973      | Fernand Farges      | Daniel Samy          | Jean-Claude Courteix  |
| 1974      | Bernard Pineau      | Jean-Claude Castaing | Raymond Breuil        |
| 1975      | Fernand Farges      | Francis Duteil       | Alain Buffière        |
| 1976      | Bernard Pineau      | Claude Aiguesparses  | Michel Guiraudie      |
| 1977      | Fernand Farges      | François Avice       | Chauvignat            |
| 1978      | Michel Dupuytren    | Marcel Sainte-Romane | Christian Ollivier    |
| 1979      | Daniel Samy         | Gérard Le Dain       | Jean Pinault          |
| 1980      | Yves Nicolas        | Jean Pinault         | Michel Dupuytren      |
| 1981      | Michel Dupuytren    | Yves Nicolas         | Jean-Michel Bouyat    |
| 1982      | Yves Nicolas        | Jean Morange         | Alain Cuisinaud       |
| 1983      | Henri Bonnand       | Dominique Landreau   | Alain De Carvalho     |
| 1984      | Alain De Carvalho   | Henri Bonnand        | Gérard Caudoux        |
| 1985      | Alain De Carvalho   | Christian Chabrier   | Michel Besse          |
| 1986      | Andrew Bradley      | Joël Gaillard        | Sylvain Bolay         |
| 1987      | Thierry Ferrer      | Andrew Bradley       | Alain Cessat          |
| 1988      | Alain Cessat        | Thierry Ferrer       | Michel Concaud        |
| 1989-1991 | Pas organisé        | Pas organisé         | Pas organisé          |
| 1992      | Bruno Meunier       | Jean-Paul Defaye     | Bruno Garnier         |
| 1993      | Nicolas Dumont      | Laurent Lévêque      | Francis Saudray       |
| 1994      | Laurent Lagier      | David Moncoutié      | Jean-Claude Laskowski |
| 1995      | Pas organisé        | Pas organisé         | Pas organisé          |
| 1996      | Christian Magimel   | François Douhet      | Éric Baron            |